# Sandra Gómez
Sandra Gómez (Madrid, 23 januari 1993) is een Spaans trialsportster. Zij is tweevoudig Spaans kampioene en won met het Spaanse vrouwenteam inmiddels vier keer de Trial des Nations. In het wereldkampioenschap zijn haar beste resultaten twee tweede plaatsen, in 2016 en 2017.